# أنون أمورنليردساك
أنون أمورنليردساك (بالتايلندية: อานนท์ อมรเลิศศักดิ์)‏ (بالتايلندية: อานนท์ อมรเลิศศักดิ์์)؛ (6 نوفمبر 1997 بمحافظة تشيانغ مي في تايلاند - ) هو لاعب كرة قدم تايلندي في مركز جناح ‏. لعب مع نادي بوريرام يونايتد وSurin City F.C. ‏.

## وصلات خارجية
- أنون أمورنليردساك على موقع ناشيونال فوتبول تيمز (الإنجليزية)
- أنون أمورنليردساك على موقع Soccerway.com (الإنجليزية)
- أنون أمورنليردساك على موقع عالم كرة القدم.نت (الإنجليزية)